# Noppasin Talabpeth
Noppasin Talabpeth (thailändisch นภสินธุ์ ตลับเพ็ชร์, * 28. Dezember 1999) ist ein thailändischer Fußballspieler.

## Karriere
Noppasin Talabpeth steht seit Anfang 2020 beim Kasetsart FC unter Vertrag. Der Verein aus der thailändischen Hauptstadt Bangkok spielte in der zweithöchsten Liga des Landes, der Thai League 2. Sein Zweitligadebüt für Kasetsart gab er am 19. September 2020 im Auswärtsspiel gegen den MOF Customs United FC. Hier wurde er in der 54. Minute für Wasan Mala eingewechselt.